# Полярна станція

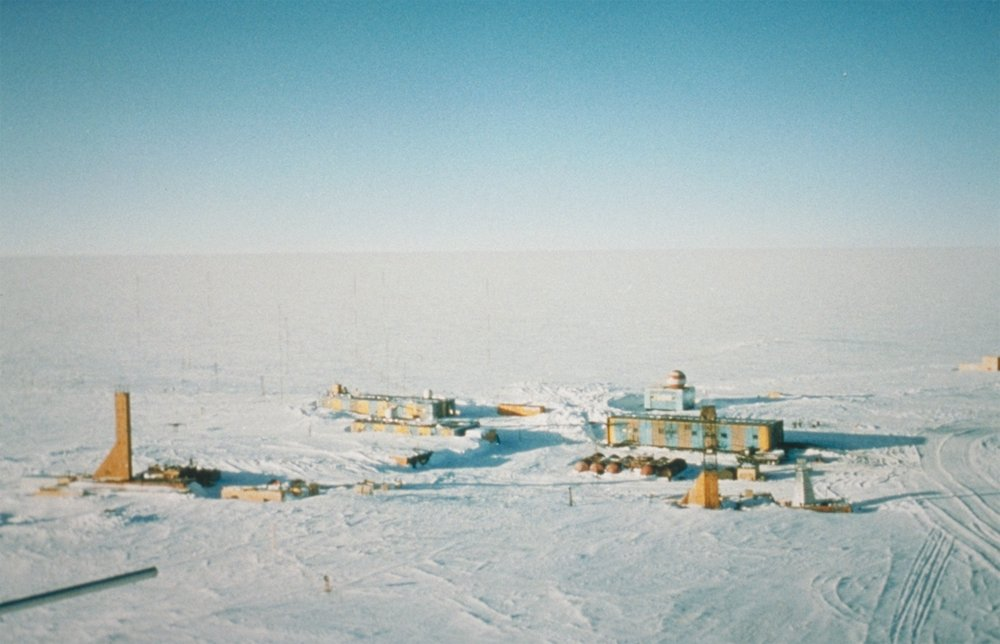
Антарктична станція Восток

Поля́рна ста́нція — науково-спостережний пункт, створений на узбережжі Північного Льодовитого океану, в Антарктиці, на прилеглих островах, а також на дрейфуючих льодах.
У Північній півкулі полярні (арктичні) станції розташовані на північ від Полярного кола, а в Південному — антарктичні — південніше 60 ° південної широти. Винятки трапляються рідко.
Полярні станції ведуть систематичні метеорологічні, геофізичні, геомагнітні, гідрологічні, а в окремих випадках — біологічні та медичні спостереження. Часто використовують геологічні дослідження. Гляціологічні дослідження і спостереження проводять переважно в Антарктиці.
Населення станцій складають вчені, рідше — члени їхніх сімей. Широко використовують вахтовий метод (не більше 6-12 місяців).

## Полярні станції в Арктиці

### Дрейфуючі станції
У 1937 р. в Радянському Союзі в Арктиці була організована полярна станція «Північний полюс-1» («СП-1»). Це була перша у світі дрейфуюча станція. Висадкою на лід керував відомий полярник  О. Ю. Шмідт. На станції знаходилося чотири полярники:  І. Д. Папанін — начальник станції,  Е. Т. Кренкель — радист,  Е. К. Федоров — магнітолог,  П. П. Ширшов — гідролог. На льоду станція пробула 275 днів.

### На островах
- Діксон
- Земля Франца-Йосипа
- Новосибірські острови

### На континенті
- Мис Челюскін
- Тіксі

## Полярні станції в Антарктиці

### На островах
- Беллінсгаузен (Росія)
- Святий Климент Охридський (Болгарія)
- Академік Вернадський (України)

### На континенті
- Амундсен-Скотт (США)
- Восток (Росія)
- Дейвіс (Австралія)
- Ленінградська (Росія)
- Мирний (Росія) — перша радянська станція в Антарктиці
- Молодіжна (Росія)
- Новолазарєвська (Росія)
- Прогрес (Росія)
- Російська (Росія)